# Arlindo Júnior
Arlindo Pedro da Silva Júnior (Manaus, 20 de maio de 1968 — Manaus, 29 de dezembro de 2019), mais conhecido como Arlindo Júnior, foi um cantor, levantador de toadas e político brasileiro. Tornou-se um dos principais nomes do Festival Folclórico de Parintins, onde defendia as cores do Boi Caprichoso.

## Biografia
Nascido em Manaus no dia 20 de maio de 1968, Arlindo Pedro da Silva Júnior tornou-se levantador de toadas Boi Caprichoso no fim dos anos 1980, em Parintins. A função foi responsável pelo salto profissional. Por mais de 20 anos, Arlindo conquistou títulos e cantou as toadas clássicas que embalam festas de boi-bumbá pelo Amazonas até os dias atuais.

### Carreira política
Arlindo Júnior foi eleito vereador em 2008. Representou o povo na Câmara Municipal de Manaus por duas legislaturas: 2009–2012 e 2013–2016.

## Doença e morte
Arlindo Júnior divulgou uma nota em 6 de novembro de 2016 informando que estava com câncer na pleura. Após 3 anos lutando contra a doença, o músico morreu em Manaus na noite do dia 29 de dezembro de 2019, aos 51 anos.